# Формулярный комитет Российской академии медицинских наук
Формулярный комитет Российской академии медицинских наук — общественный экспертный орган, созданный и работавший на общественных началах при Президиуме РАМН, а до 2004 года — при Министерстве здравоохранения РФ, действовавший с 1997 до середины 2010-х годов.
Прежние названия:
- Общественный совет по организации обеспечения учреждений здравоохранения и населения РФ лекарственными средствами и изделиями медицинского назначения;
- Экспертный совет по разработке и внесению изменений в Перечень жизненно необходимых и важнейших лекарственных средств;
- Экспертный совет по внесению изменений в Перечень жизненно необходимых и важнейших лекарственных средств МЗ РФ;
- Формулярный комитет МЗ РФ.

Формулярный комитет разработал отсутствовавшую ранее в России фармакотерапевтическую классификацию лекарств, подобную классификации ВОЗ, используемой этой организацией для создания международного списка жизненно необходимых лекарств.

## Принципы работы
Работа формулярного комитета основывалась на нескольких принципах:
- научность — резолюции и доклады основаны на научных доказательствах;
- экономичность — при оценке медицинских технологий используется клинико-экономический анализ;
- этичность — решения оцениваются с позиций медицинской этики;
- законность — решения принимаются в соответствии с законами РФ;
- консенсуальность — решения принимаются консенсусом членов комитета, голосование (мнение большинства) не используется;
- открытость (прозрачность) — все обсуждения публичны, на заседания приглашаются журналисты и представители фармацевтических компаний.

## Задачи и функции
Основная задача Формулярного комитета — работа над актуализацией Перечня жизненно необходимых и важнейших лекарственных препаратов МЗ РФ с целью создать список лекарств, ориентированный на потребности пациентов (а не в интересах фармацевтических компаний).
Остальные задачи Формулярного комитета — работа над документами (их подготовка, формирование, пересмотр, экспертиза и рекомендации госорганам):
- перечень жизненно необходимых лекарственных средств Формулярного комитета,
- стационарный формуляр (перечень лекарственных средств для оказания медицинской помощи в условиях стационара),
- амбулаторный формуляр (перечень лекарственных средств для оказания амбулаторно-поликлинической помощи),
- Негативный перечень медицинских технологий,
- перечень редко применяемых (сиротских) медицинских технологий,
- перечень медицинской техники и изделий медицинского назначения,
- рекомендации по рациональному применению лекарственных средств,
- предложения по целесообразности регистрации и перерегистрации лекарственных средств,
- Федеральное руководство по использованию лекарственных средств,
- Государственный реестр лекарственных средств,
- протоколы ведения больных,
- стандарты медицинской помощи.
- Справочник лекарственных средств Формулярного комитета.

Основными функциями Формулярного комитета является участие в ежегодном пересмотре документов: Перечень жизненно необходимых и важнейших лекарственных препаратов, Перечня жизненно необходимых лекарственных средств Формулярного комитета,  Перечня лекарственных средств для оказания медицинской помощи в условиях стационара, Негативного перечня медицинских технологий, перечня редко применяемых (сиротских) медицинских технологий и Справочника лекарственных средств Формулярного комитета.
Остальные функции: анализ и оценка данных внедрения протоколов ведения больных и стандартов медицинской помощи в медицинских учреждениях, научная оценка результатов клинических, клинико-экономических и фармакоэпидемиологических исследований, анализ международного опыта по формированию и внедрению формулярной системы и системы рационального лекарственного
обеспечения, экспертная оценка медицинских технологий и подготовка рекомендаций по их рациональному выбору и применению.

## История
07 апреля 1997 года приказом Минздрава РФ был создан Общественный совет по организации обеспечения учреждений здравоохранения и населения РФ лекарственными средствами и изделиями медицинского назначения.
09 сентября 1998 года приказом Минздрава РФ Общественный совет был преобразован в Экспертный совет по разработке и внесению изменений в Перечень жизненно необходимых и важнейших лекарственных средств, 29 июня 2000 переименованный в Экспертный совет по внесению изменений в Перечень жизненно необходимых и важнейших лекарственных средств МЗ РФ.
2 августа 2000 года приказом Минздрава РФ Экспертный совет был переименован в Формулярный комитет Министерства здравоохранения РФ.
В 2006 году Формулярный комитет перешёл в подчинение Президиума Российской академии медицинских наук.
В 2007 году Формулярный комитет создал Профессиональную службу по редким заболеваниям.
В 2014 году Формулярный комитет провёл выездное заседание в Стокгольме, в 2015 году — в Ярославле.
В 2016 году состоялось последнее (выездное) заседание Формулярного комитета, прошедшее в Петрозаводске.
Павел Андреевич Воробьев считает, что для улучшения ситуации с обеспечением лекарствами населения и снижения непрозрачных трат бюджетных средств, выделенных на медицинские цели, в России необходим отсутствующий в 2021 году орган, выполняющий задачи, которыми занимался Формулярный комитет.

## Результаты работы
К 2000 году Формулярный комитет разработал отсутствовавшую в России фармакотерапевтическую классификацию лекарств и использовал её для формирования Перечня жизненно необходимых и важнейших лекарственных средств. Эта классификация была создана на основе международной анатомо-терапевтической классификации ВОЗ, используемой этой организацией для создания международного списка жизненно необходимых лекарств.
С 2000 по 2007 год Формулярный комитет провёл экспертизу 177 лекарств.
К 2007 году Формулярный комитет разработал, а Минздрав РФ и Правительство РФ утвердило:
- три редакции Перечня жизненно необходимых и важнейших лекарственных средств;
- Перечень лекарств для оказания амбулаторной помощи пострадавшим от аварии на Чернобыльской АЭС;
- Перечень лекарств, затраты по которым возмещаются налоговыми органами.

По предложению Формулярного комитета в «Государственный информационный стандарт лекарственного средства» было включено и определено понятие «клинико-фармакологическая статья лекарственного средства».
В 2002–2003 годах Формулярный комитет провёл ревизию второго тома Государственного реестра лекарственных средств с проверкой обоснованности показаний включенных в реестр препаратов, его сверка с нормативными документами Европейского союза и документами FDA США.
В 2004–2005 годах Формулярный комитет подготовил более 450 формулярных статей на жизненно необходимые лекарственные средства, которые вошли в ежегодный Справочник лекарственных средств Формулярного комитета.
Формулярный комитет сформировал Негативный перечень медицинских технологий (на 2008 год он содержал 60 позиций).
Эксперты Профессиональной службы по редким заболеваниям Формулярного комитета разработали стандарты медицинской помощи по редким и орфанным заболеваниям.

## Структура и состав
Структура и состав Формулярного комитета были утверждены Президентом Российской академии медицинских наук.
Структура Формулярного комитета согласно Положению о Формулярном комитете, утверждённому Президентом Российской академии медицинских наук:
- Председатель Формулярного комитета;
- заместители Председателя Формулярного комитета;
- секретариат Формулярного комитета с его председателем;
- Президиум  Формулярного комитета в составе председателя, его заместителей, руководителя секретариата и председатели комиссий Формулярного комитета;
- комиссии Формулярного комитета:
  - фармацевтическая комиссия;
  - клиническая комиссия желудочно-кишечного тракта;
  - клиническая комиссия сердечно-сосудистой системы;
  - клиническая комиссия органов дыхания;
  - клиническая комиссия центральной нервной системы;
  - клиническая комиссия эндокринной системы;
  - клиническая комиссия мочеполовой системы и акушерско-гинекологических;
  - клиническая комиссия злокачественных и иммунной системы;
  - клиническая комиссия системы кроветворения и нарушениях водно-электролитного обмена и обмена веществ;
  - клиническая комиссия опорно-двигательного аппарата;
  - клиническая комиссия офтальмологических;
  - клиническая комиссия ЛОР органов;
  - клиническая комиссия дерматологических препаратов;
  - клиническая комиссия инфекционных препаратов;
  - клиническая комиссия иммунологических препаратов и вакцин;
  - клиническая комиссия лекарственных средств, применяемых в анестезиологии и реаниматологии;
  - клиническая комиссия биологически активных добавок.

## Организационное и финансовое обеспечение
Организационно-техническое обеспечением деятельности Формулярного комитета занимается Межрегиональная общественная организация «Общество фармакоэкономических исследований», а экспертные работы финансируются из внебюджетных средств.

## Персоналии
Председатели Формулярного комитета:
- Андрей Иванович Воробьев[4].

## Отзывы  и критика
В 2008 году академик РАМН В. А. Быков возражал против утверждения о большой роли Формулярного комитета в удалении из перечня жизненно необходимых лекарств множества неэффективных и устаревших средств.
В том же 2008 году академик РАМН A. M. Егоров высоко оценил характер и методы работы Формулярного комитета, описал его как «сообщество самых авторитетных специалистов в области медицины», оценил высокий профессионализм обсуждений, которые проходят на заседаниях Формулярного комитета, также он оценил принцип консенсуса, руководствуясь которым комитет выносит вердикт в отношении обсуждаемого им препарата. Академик охарактеризовал заключения Формулярного комитета как имеющие «глубокие научные и экспериментальные обоснования, опираясь на которые, можно правильно ориентировать наше фармпроизводство».
Академик РАМН С. И. Колесников считал в 2008 году, что комитету более важно продвижение протоколов лечения и стандартов распространенных патологий, а не редких и орфанных, на что академик РАН и РАМН А. И. Воробьев, председатель формулярного комитета возразил, что перекос работы формулярного комитета в сторону редких болезней не случаен, и его цель — улучшить лекарственное обеспечение миллионов нуждающихся больных, тогда как больные распространёнными заболеваниями более обеспечены лекарствами.
Член-корреспондент РАМН Б. П. Богомолов считал очень важным сам факт выступления на президиуме РАМН руководителей общественной организации, которая много лет работает по инициативе её членов.